# Аполлинария
Аполлина́рия (от др.-греч. Ἀπολιναρία, женская форма имени Аполлинарий, от др.-греч. Ἀπολινάριος и лат. Apollinaris — «относящийся к Аполлону», «Аполлонов») — женское имя греческого происхождения.
В русском языке распространены разговорная форма этого имени — Полина и просторечная Полинария или Полинарья.

## Известные носительницы
- Аполлинария Ивановна Васнецова, мать художников Васнецовых
- Аполлинария Прокофьевна Суслова
- Аполлинария Александровна Якубова
- Апполинария Владиславовна Худаш-Морозова
- Апполинария Ивановна Зенкова
- Аполлинария Сергеевна Аврутина

### Святые православной церкви
- Аполлинария — мученица
- Аполлинария — преподобная
- Аполлинария Петровна Тупицына — новомученица